# (1384) Kniertje
(1384) Kniertje est un astéroïde de la ceinture principale, découvert le 9 septembre 1934 par Hendrik van Gent à l'observatoire de l'Union, à Johannesburg. Sa désignation temporaire est 1934 RX.